# ニッコロ・カネパ
ニッコロ・カネパ（Niccolò Canepa, 1988年5月14日 - ）は、イタリア・ジェノヴァ出身の元オートバイレーサー。
2007年のFIM・スーパーストック1000カップのチャンピオン。2008年はドゥカティの公式テストライダーを務め、2009年から2010年にかけてはロードレース世界選手権に参戦した。

## 経歴

### 初期
1999年よりミニバイク選手権に参戦を開始する。2000年にはイタリアミニバイク選手権でシリーズ4位に入る。2002年にはイタリアスーパーストック600選手権とヤマハ・R6・Maxトロフィーに参戦を開始し、イタリア国内のモーターサイクル選手権での史上最年少ライダーとして注目を浴びる。2年間600ccクラスで戦ったあと、2004年から1000ccクラスにステップアップし、そこでも良い結果を残した。
2005年にはスーパーストック600のヨーロッパ選手権に参戦し、17歳でシリーズ4位の結果を残す。この年はスーパースポーツ選手権のレースにもいくつか出場した。2006年もヨーロッパスーパーストック600選手権に継続参戦し、怪我でシーズン最後の2レースを欠場したにもかかわらずシリーズ2位となった。

### FIM・スーパーストック1000カップ ( 2007 )
2007年、ドゥカティ・ゼロックス・ジュニアチームからドゥカティ・1098Sを駆ってFIMスーパーストック1000カップ(STK1000)にデビューすると、その活躍は瞬く間に周囲を驚かせることになる。最終戦マニクールの最終ラップ、ライバルたちを破ってデビューイヤーでのシリーズチャンピオンを決めた。シーズン終了後、ヘレスでドゥカティのMotoGPマシンのテストライドの機会を得たカネパは、そこでも周囲を驚かせる。初めてのマシンで、テストライダーのヴィットリアーノ・グアレスキと伊藤真一を上回るタイムを出し、レギュラーライダーのマルコ・メランドリのわずか0.4秒落ちのベストタイムを叩き出したのである。

### ドゥカティのテストライダー ( 2008 )
カネパの力強いパフォーマンスを受けて、ドゥカティは彼を2008年のMotoGPとスーパーバイクの両方のテストライダーとして雇うことを決めた。また、スーパーバイク世界選手権への3レースのワイルドカード参戦、MotoGPへの1レースの参戦が計画された。7月にインディアナポリスで2日間おこなわれたMotoGPテストで、彼はトップタイムを記録している。そのすぐ後にバレルンガでおこなわれたスーパーバイクのテストでは、2度SBKチャンピオンになったトロイ・ベイリスとほぼ同じタイムを出している。ベイリスのチームメイトのミッシェル・ファブリツィオよりは常に良いタイムを出していたため、カネパは2009年はスーパーバイクチームでベイリスの後継者となるのではないかと噂された。その後SBK第9戦のブルノでワイルドカード参戦枠でデビューを果たし、初めての "スーパーポール" システム(1回きりの予選タイムアタック)で、カネパはセカンドロウに付ける活躍を見せた。しかし、9月初旬のムジェロでのスーパーバイクテストでクラッシュし、鎖骨と親指を複雑骨折した。これにより、予定されていたSBK第12戦・バレルンガへのワイルドカード参戦は中止となった。

### MotoGPデビュー ( 2009 )
結局2009年は250ccクラスからステップアップしてきたフィンランドのミカ・カリオと共に、ドゥカティのジュニアチームであるプラマック・レーシングからデスモセディチGP9を駆ってロードレース世界選手権・最高峰MotoGPクラスにデビューすることになった。しかしチームメイトのカリオと比べるとカネパのパフォーマンスは伸び悩み、最下位近辺でのフィニッシュを続けることになった。10月6日には翌シーズンのシートをアレックス・エスパルガロに奪われてしまうことが発表され、翌週のオーストラリアGPではフリー走行中に転倒して負傷、続く終盤2戦を欠場し、カネパの2009年シーズンはフル参戦ライダーとしては最下位となるシリーズ16位に終わった。

### Moto2クラス ( 2010 )
2010年シーズン、カネパはチーム・スコットと契約を結び、250ccクラス後継のMoto2クラスで出直しを図ることになった。しかし資金面でのトラブルから第10戦チェコGPを前にチームは解散。残ったスタッフで参戦を継続し、チェコGPにはスッター、1戦欠場後の第12戦サンマリノGPからはチーム名を変え「M・レーシング」としてビモータ、とシャシーを替えながら参戦を続けたが、カネパは第13戦アラゴンGPを最後にチームを去った。結局このシーズン、カネパは1ポイントも獲得することはできなかった。

### 再びSTK1000へ ( 2011 )
2011年シーズン、カネパはFIMスーパーストック1000カップに戻り、ゴーイレブンチームで新型カワサキ・ニンジャZX-10Rを駆ることになった。

### 再びスーパーバイクへ
2024年シーズンのスーパーバイク選手権の第9戦クレモナで引退試合を行い、20年のキャリアに幕を閉じた。

## ロードレース世界選手権 戦績
| シーズン | クラス | バイク                     | 出走 | 優勝 | 表彰台 | PP | ポイント | 順位 |
| -------- | ------ | -------------------------- | ---- | ---- | ------ | -- | -------- | ---- |
| 2009年   | MotoGP | ドゥカティ                 | 14   | 0    | 0      | 0  | 38       | 16位 |
| 2010年   | Moto2  | スコット スッター ビモータ | 11   | 0    | 0      | 0  | 0        | -    |
| 2022年   | MotoE  | エネルジカ                 | 12   | 0    | 1      | 0  | 94.5     | 7位  |
| 合計     |        |                            | 27   | 0    | 0      | 0  | 38       |      |